# Dorota Masłowska
Dorota Masłowska (Wejherowo, 3 juli 1983) is een Pools schrijfster en journaliste, die in 2004 plotseling internationale bekendheid verwierf met haar debuutroman Wojna polsko-ruska pod flagą biało-czerwoną (Sneeuwwit en Russisch rood). Dit boek werd geprezen én bekritiseerd vanwege de simpele en directe taal, die tegelijkertijd als innovatief en vernieuwend overkomt.
Rondom haar tweede roman, Paw królowej (2005), waarvoor haar in 2006 de prestigieuze Poolse Nike-literatuurprijs werd verleend, ontstond daarentegen nauwelijks enige beroering.
- Bibsys: 5094637
- Bibliothèque nationale de France: cb14522481d (data)
- CiNii: DA19863126
- Gemeinsame Normdatei: 128847794
- International Standard Name Identifier: 0000 0000 7843 5128
- Library of Congress Control Number: no2003020579
- Nationale Bibliotheek van Letland: 000087892
- MusicBrainz: 53e1eb77-eee2-43f1-b03f-3420aefaa176
- Nationale Bibliotheek van Tsjechië: kup20020000062304
- Nationale Bibliotheek van Israël: 987007324993805171
- Nationale Bibliotheek van Polen: a0000002355516
- Nationale en Universitaire bibliotheek Zagreb: 000651078
- Nederlandse Thesaurus van Auteursnamen: 268438102
- Istituto Centrale per il Catalogo Unico: UBOV864284
- LIBRIS: 242614
- Système universitaire de documentation: 077394682
- Virtual International Authority File: 84498417
- WorldCat: E39PBJppGjBtPrgBt7RmDrW4bd